# Natalia Kusendova
Natalia Kusendova est une femme politique provinciale canadienne de l'Ontario. Elle est députée provinciale progressiste-conservatrice de la circonscription ontarienne de Mississauga-Centre depuis 2018.

## Biographie
Kusendova est d'origines slovaque et polonaise et parlant l'anglais, le polonais, le français, le tchèque et le slovaque, est infirmière de profession. Elle obtient un baccalauréat en science en biologie moléculaire et humaines de l'université de Toronto.
En mars 2020, alors que la province est en état d'urgence en raison de la Covid-19, elle travaille sur des horaires de 12 heures à l'urgence de l'Etobicoke General Hospital (en).
En septembre 2020, elle reconnaît le drapeau franco-ontarien comme emblème de la province de l'Ontario lorsqu'un projet de loi est adopté par la législature.